# Гелсингер, Джесси
Джесси Гелсингер (англ. Jesse Gelsinger; 18 июня 1981 — 17 сентября 1999) — первый человек, умерший при клиническом испытании генной терапии.
Ему было 18 лет. Гелсингер страдал от дефицита орнитин-транскарбамилазы, Х-сцепленного генетического заболевания печени, симптомы которого включают неспособность обезвреживать аммиак — побочный продукт распада белка. Заболевание, как правило, заканчивается смертью сразу после рождения, однако Гелсингеру заболевание передалось не по наследству, а возникло вследствие спонтанной генетической мутации в момент зачатия, поэтому симптомы оказались не так сильно выражены. Некоторые из его клеток печени были здоровыми, что позволяло ему жить при соблюдении специальной диеты и приеме лекарственных препаратов.
Гелсингер был включен в клиническое испытание, проводимое в Пенсильванском университете, и направленное на разработку метода для лечения детей, родившихся с этой тяжелой болезнью. 13 сентября 1999 г. Гелсингеру ввели аденовирусный вектор со здоровым геном, чтобы проверить безопасность процедуры. Он умер через четыре дня, 17 сентября, в 14:30, по-видимому, в результате масштабного иммунного ответа на вирусный вектор, используемый для транспортировки гена в его клетки, что привело к полиорганной недостаточности и смерти мозга.
Расследование FDA пришло к выводу, что ученые, участвующие в судебном процессе, в том числе соисследователь Джеймс М. Уилсон (директор Института «Human Gene Therapy»), нарушили несколько правил проведения исследования:
- Гелсингер был включен в исследование в качестве замены другого (выведенного из исследования) волонтера, несмотря на высокий уровень аммиака (что являлось критерием исключения из исследования);
- Университет скрыл информацию о серьезных побочных эффектах генной терапии у двух пациентов;
- В документах не было информации о смерти обезьян при данном способе лечении.

Университет Пенсильвании позже выпустил опровержение, но выплатил родителям неназванную сумму. Сообщалось, что Уилсон и Университет имели финансовую заинтересованность в этом исследовании. Случай с Гелсингером имел сильный тормозящий эффект для всех ученых в данной области.